# Gaetano Cortese
Gaetano Cortese (Caltanissetta, 5 febbraio 1942) è un diplomatico e ambasciatore italiano.

## Biografia
Si laurea in Scienze politiche presso l'Università degli Studi di Roma. Entra in carriera diplomatica nel marzo 1969 e lavora alla Direzione generale Emigrazione e Affari Sociali. Nell’aprile 1971 viene destinato alla Segreteria Particolare del Sottosegretario di Stato. Dal marzo 1972 è nominato Vice Console a Zagabria e dal gennaio 1975 è Primo Segretario Commerciale a Berna. Nel maggio 1978 viene destinato all’Ambasciata d’Italia a L'Avana. Nel 1980 rientra a Roma e presta servizio alla Segreteria Generale del Ministero degli Affari Esteri. Nel 1984 viene trasferito all’Ambasciata d’Italia a Washington come Primo Consigliere per gli Affari Sociali e nel 1989 viene inviato a Bruxelles alla Rappresentanza Permanente d’Italia presso la CEE, quale Primo Consigliere e successivamente Ministro Consigliere. Nel 1990 durante il semestre della Presidenza di turno dell’Italia del Consiglio della Comunità Economica Europea cura l’organizzazione di tutti gli eventi in materia sociale in Italia e all’estero del Ministro del Lavoro e della Previdenza Sociale, Carlo Donat-Cattin. Nel 1992 rientra a Roma e viene collocato fuori ruolo per prestare servizio alla Presidenza della Repubblica come Consigliere Aggiunto per la Stampa e l’Informazione. Promosso al grado di Inviato Straordinario e Ministro Plenipotenziario di 2ª classe il 2 agosto 1991 ed a Inviato Straordinario e Ministro Plenipotenziario di 1ª classe il 23 dicembre 1997. Dal 1999 al 2003, è Ambasciatore d'Italia in Belgio a Bruxelles; durante la sua missione diplomatica prepara e porta a buon fine la visita di Stato del Presidente della Repubblica Carlo Azeglio Ciampi nel Regno del Belgio effettuata nell’ottobre del 2002. Dal 2006 al 2009 è Ambasciatore d’Italia nei Paesi Bassi a L'Aia e Rappresentante Permanente d’Italia presso l’Organizzazione per la Proibizione delle Armi Chimiche (O.P.A.C.).
È andato in pensione nel marzo 2009 col grado, a titolo onorifico, di ambasciatore.
È fondatore e curatore della collana di volumi sulle Ambasciate Italiane nel Mondo dell’Editore Carlo Colombo, creata nel 2000 e nella quale sono stati pubblicati numerosi volumi volti alla valorizzazione del patrimonio architettonico ed artistico delle rappresentanze diplomatiche italiane all’estero. Tra i volumi curati vi sono quelli relativi alle sedi diplomatiche italiane di Washington, Berlino, Bruxelles, Istanbul, l'Aia, Oslo, Vienna, Lisbona, Madrid, Il Cairo, Stoccolma, Copenaghen, L'Aja, Dublino, Nuova Delhi, Helsinki e Bucarest.

## Premi e riconoscimenti
Nel 2016 gli è stato conferito dal Circolo della Stampa di Milano il "Premio alla cultura" quale "riconoscimento" per una realizzazione "intesa a valorizzare il patrimonio architettonico ed artistico delle sedi diplomatiche italiane all´estero".
Il 19 aprile 2018 ha ricevuto il Premio Artecom-onlus per la Cultura 2018 per i suoi studi e pubblicazioni miranti a storicizzare e diffondere la conoscenza dei beni culturali, sia architettonici che artistici e d’arredo, presenti nelle sedi diplomatiche italiane.
Nel 2020 ha ricevuto il “Premio Speciale per la Cultura” nell'ambito del premio “Il Poeta Ebbro” assegnato al Festival di Spoleto il Premio per la Valorizzazione del Patrimonio Librario Diplomatico Italiano nell’ambito del Premium International Florence Seven Stars 2020.
Il 25 giugno 2022 gli è stato conferito a Firenze il Premio Il Diplomatico dell’anno 2022 e nel 2024, a Roma, il “Premio Internazionale Federico II - Stupor Mundi".

## Opere
- La rupture des relations diplomatiques, Paris, thèse de Doctorat, Sorbona, 1968.
- De la Doctrine Hallstein à la Ostpolitik, Paris, Pedone, 1969.
- La fin de la Doctrine Hallstein, Genève, Revue de Droit International, 1971.
- Les canaux internationaux, Genève, Revue de Droit International, 1971.
- La Potenza protettrice nel diritto internazionale, Roma, Edizioni Bizzarri, 1972.
- La rupture des relations diplomatiques et ses consequences, Paris, Pedone, 1972.
- Le statut des troupes francaises stationnées sur le territoire de la République Fédérale d’Allemagne, Paris, Pedone, 1972.
- Le service du volontariat civil, Genève, Revue de Droit International, 1973.
- L’Ambasciata d’Italia a Bruxelles, Roma, Carlo Colombo, 2000. Versione digitale
- L'Ambasciata d'Italia a L'Aja, Roma, Carlo Colombo, 2007. Versione digitale
- Il Palazzo di Sophialaan, Roma, Carlo Colombo, 2009. Versione digitale
- Il Palazzo sul Potomac. L'Ambasciata d'Italia a Washington, Roma, Carlo Colombo, 2011. Versione digitale
- Il Palazzo di Inkognitogaten. L'Ambasciata d'Italia in Oslo, Roma, Carlo Colombo, 2013. Versione digitale
- Il Palazzo sul Potomac nell'anno della Cultura italiana in USA, Roma, Carlo Colombo, 2014. Versione digitale
- Villa Firenze.La Residenza dell'Ambasciatore d'Italia a Washington, Roma, Carlo Colombo, 2014. Versione digitale
- Il Palazzo Metternich nel bicentenario del Congresso di Vienna, Roma, Carlo Colombo, 2015. Versione digitale
- Il Palazzo Metternich nel 170 anniversario della sua costruzione (1846-2016), Roma, Carlo Colombo, 2017. Versione digitale
- Il Palazzo sul Tiergarten. L'Ambasciata d'Italia a Berlino, Roma, Carlo Colombo, 2017. Versione digitale
- L'Ambasciata d"Italia ad Ankara, Roma, Carlo Colombo, 2018. Versione digitale
- Il Palazzo di Venezia a Istanbul. Residenza dell'Ambasciatore d'Italia, Roma, Carlo Colombo, 2018. Versione digitale
- Il Palazzo di Avenue Legrand. Residenza dell'Ambasciatore d'Italia presso Sua Maestà il Re dei Belgi, Roma, Carlo Colombo, 2019. Versione digitale
- Il Palazzo dei Conti di Pombeiro. L’Ambasciata d’Italia a Lisbona, Roma, Carlo Colombo, 2020. Versione digitale
- Il Palazzo del Marchesi di Amboage. L'Ambasciata d’Italia a Madrid, Roma, Carlo Colombo, 2021. Versione digitale
- Il Palazzo di Oakhill. L’Ambasciata d’Italia a Stoccolma, Roma, Carlo Colombo, 2021. Versione digitale
- L’Ambasciata d’Italia in Egitto, Roma, Carlo Colombo, 2021. Versione digitale
- Il Palazzo di Fredericiagade.L’Ambasciata d’Italia a Copenaghen, Roma, Carlo Colombo, 2022. Versione digitale
- La Residenza dell’Ambasciatore d’Italia nel Regno dei Paesi Bassi, Roma, Carlo Colombo, 2023. Versione digitale
- La Residenza dell’Ambasciatore d’Italia a Dublino, Roma, Carlo Colombo, 2023. Versione digitale
- L’Ambasciata d’Italia in India, Roma, Carlo Colombo, 2024. Versione digitale
- Villa Hjelt. La Residenza dell’Ambasciatore d’Italia a Helsinki, Roma, Carlo Colombo, 2025. Versione digitale
- Villa Stolojan. La Residenza d’Italia a Bucarest, Roma, Carlo Colombo, 2025. Versione digitale